# Vocalion Records
Vocalion Records war ein Musiklabel, das 1916 in New York gegründet wurde. Unter den vielen beachtenswerten Produktionen von Vocalion waren auch die beiden Aufnahmesitzungen Robert Johnsons 1936 und 1937.

## Geschichte

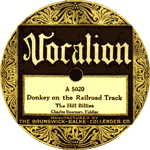
The Hill Billies: Donkey on the Railroad Track

Im Jahr 1916 nahm die in New York ansässige Firma Aeolian Piano Company die Produktion von Phonographen auf und gründete gleichzeitig das Plattenlabel Vocalion Records.
Vocalion verwendete eine rotbraune Schellack-Mischung, die sich optisch von den üblichen schwarzen Platten abhob. Die Firmenwerbung suggerierte, dass ihre „roten Platten“ die besten seien (Vocalion Red Records are best) und länger hielten (Red Records last longer).
1925 wurde Vocalion von Brunswick Records aufgekauft. Während der 1920er begann Vocalion, auch sogenannte „Race Records“ zu produzieren, die auf den afroamerikanischen Markt abzielten.
Im April 1930 wurde Brunswick an Warner Bros. verkauft. Im Dezember 1931 erhielt die American Record Corporation die Lizenz an Brunswick. 1938 wurde Vocalion eine Marke von Columbia Records. 1940 war das vorläufige Ende von Vocalion.
In den 1950ern wurde Vocalion von Decca Records wiederbelebt, um alte Produktionen zu vertreiben. Seit 1997 werden unter dem Label Vocalion CDs mit historischen Aufnahmen aus der Zeit zwischen 1920 und 1970 produziert.

## Künstler

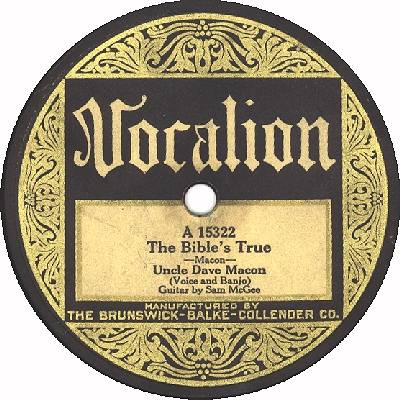
Uncle Dave Macon: The Bible’s True

- Charley Patton
- Uncle Dave Macon
- Uncle Am Stuart
- The Hill Billies
- Robert Johnson
- Garfield Akers
- Roy Newman
- Bill Carlisle
- Clarence Ashley & Gwen Foster
- „Big Boy“ Teddy Edwards
- J. T. Smith